# Uwadžima
Uwadžima (japonsky 宇和島市) je město v prefektuře Ehime v Japonsku. K roku 2019 v ní žilo přes 71 tisíc obyvatel.

## Poloha a doprava
Uwadžima leží na západním pobřeží ostrova Šikoku. 
Začíná zde železniční trať Uwadžima – Takamacu vedoucí podél severního pobřeží ostrova Šikoku do města Takamacu na jeho severovýchodě.

## Dějiny
První zprávy o Uwadžimě jsou z roku 1595, kdy oblasti vládl Takatora Tódó a Uwadžima byla známa pod jménem Itadžima. 
V rámci reforem se v roce 1889 Uwadžima stala městem a následně do ní byly sloučeny některé okolní vesnice. V téže době byl rozšířen místní přístav, který se stal následně důležitou součástí místního hospodářství.
Za druhé světové války byla Uwadžima v roce 1945 těžce poničena leteckým bombardováním ze strany Spojených států amerických.

### Rodáci
- Itó Daisuke (1898–1981), scenárista a filmový režisér
- Haruhiro Jamašita (* 1938), gymnasta
- Kjóiči Katajama (* 1959), spisovatel